# 常嬪
常嬪（じょうひん）は、皇帝の嬪（側室）の号。以下の人物などに与えられた。
- 明の嘉靖帝の側女で常嬪を追贈された人物。
  - 宮御
    - 陳氏
    - 李氏
    - 馬氏
    - 劉氏
    - 張氏
    - 劉氏
    - 張氏
    - 楊氏
    - 武氏
    - 高氏
    - 王氏

  - 宮人
    - 傅氏
- 常嬪ヘシェリ氏 - 清の道光帝の貴人。咸豊帝により常嬪を尊封された。

## 資料
- 『明世宗実録』
- 『宛署雑記』